# كريس جونز (لاعب كرة قدم أمريكية)
كريس جونز (بالإنجليزية: Chris Jones)‏ هو لاعب كرة قدم أمريكية أمريكي، ولد في 12 يوليو 1990 في كولومبوس في الولايات المتحدة.

## وصلات خارجية
- كريس جونز على موقع مرجع كرة القدم المحترفة.كوم (الإنجليزية)